# Комижа
Комижа (на хърватски: Komiža) е град в Хърватия на остров Вис, Сплитско-далматинска жупания.

## Общи сведения
Комижа е разположен в широк залив на западното крайбрежие на остров Вис. Намира се в подножието на хълма Хум (587 м). Комижа е вторият по големина град на острова след едноименния град Вис, намиращ се на противоположния край на острова. Двата града са свързани с шосеен път.

## История
За първи път селището е споменато през XII в. През XIII в. недалеч от него е основан бенедиктинският манастир Св. Никола, който претърпява няколко реконструкции през вековете. Между XIV и XVIII в. е изградена голяма петкорабна църква. От оригиналните манастирски укрепления са запазени две високи квадратни кули, а кулата над църковната фасада е превърната през 1770 г. в камбанария, която се вижда добре от морето.
През XVI в. Комижа се превръща във важно пристанище и за да го защитят откъм морето, венецианците построяват тук през 1585 г. крепост. От нея до наши дни е съхранена единствено кулата, известна днес като „венецианска“, в която сега се помещава музеят по риболов.

## Население
Според преброяването от 2011 г. населението на града е 1397 жители, а на цялата община 1526 души. Основните отрасли са риболов и рибопреработка, земеделие, туризъм. В селското стопанство се отглеждат предимно лозя и розмарин. През последните години заради хубавите си плажове, тишината и спокойствието, свързани с отдалечеността на града от конгломератите на континента, и красивите околности, Комижа е предпочитано място за почивка. За развитието на туризма допринася и намиращата се наблизо Синя пещера, разположена на остров Бишево, отстояща само на около 5 морски мили или около 9 км от Комижа.

## Риболовът
В исторически план Комижа е известна като рибарско селище и в миналото е прочута със своите рибари. В началото на XX в. много от тях емигрират в САЩ и по-конкретно в щата Вашингтон, където са сред първите, въвели модерни методи за риболов, и спомогнали за развитието на индустрията за риболов на сьомга в Северния Тихи океан.